# Graham (Texas)
Graham és una ciutat dels Estats Units d'Amèrica i seu del comtat de Young a l'estat de Texas. Segons el cens del 2000 tenia 8.716 habitants.

## Demografia
Segons el cens del 2000, Graham tenia 8.716 habitants, 3.391 habitatges, i 2.366 famílies. La densitat de població era de 611,9 habitants per km².
Dels 3.391 habitatges en un 32,6% hi vivien nens de menys de 18 anys, en un 55,9% hi vivien parelles casades, en un 10,3% dones solteres, i en un 30,2% no eren unitats familiars. En el 27,3% dels habitatges hi vivien persones soles el 15,5% de les quals corresponia a persones de 65 anys o més que vivien soles. El nombre mitjà de persones vivint en cada habitatge era de 2,48 i el nombre mitjà de persones que vivien en cada família era de 3,01.
Per edats la població es repartia de la següent manera: un 26% tenia menys de 18 anys, un 7,6% entre 18 i 24, un 25,2% entre 25 i 44, un 21,5% de 45 a 60 i un 19,8% 65 anys o més.
L'edat mediana era de 39 anys. Per cada 100 dones de 18 o més anys hi havia 83,3 homes.
La renda mediana per habitatge era de 31.081 $ i la renda mediana per família de 38.118 $. Els homes tenien una renda mediana de 30.221 $ mentre que les dones 19.574 $. La renda per capita de la població era de 16.587 $. Aproximadament el 13% de les famílies i el 17,4% de la població estaven per davall del llindar de pobresa.

## Poblacions properes
El següent diagrama mostra les poblacions més properes.